# Zeugomantispa viridula
Zeugomantispa viridula är en insektsart som först beskrevs av Wilhelm Ferdinand Erichson 1839.  Zeugomantispa viridula ingår i släktet Zeugomantispa och familjen fångsländor. Inga underarter finns listade i Catalogue of Life.